# Octopus's Garden
〈Octopus's Garden〉는 비틀즈의 곡이다. 《Abbey Road》에 수록되어 발표했고, 링고 스타가 두 번째로 작사, 작곡을 하고 노래를 불렀다. 이 노래는 비틀즈가 리드 보컬을 맡은 스타가 마지막 노래였다.

## 구상
이 노래에 대한 아이디어는 1968년 스타가 사르데냐에서 코미디언 피터 셀러스의 배에 탔을 때 나왔다. 그는 점심으로 피시 앤 칩스을 주문했지만, 생선 대신 오징어를 먹었다(오징어를 처음 먹었을때, 그는 "괜찮았어요. 약간 고무로 된 닭고기 맛 같았어요."라고 말했다). 그 배의 선장은 그 후 스타에게 문어가 어떻게 해안을 따라 움직이며 정원을 지을 돌과 빛나는 물체를 줍는 방법에 대해 말했다. 스타의 작곡은 비틀즈 사이에서 커져만 가는 적대감을 피하려는 그의 바람에서 더욱 영감을 받았고, 그는 나중에 "그냥 바다 밑에 있고 싶었을 뿐"이라고 인정할 것이다. 이 곡의 화음을 변화시키는데 있어서 인정받지 못한 도움은 해리슨이 제공했는데 해리슨은 나중에 레논이 드럼과 함께 레논과 함께 《Let It Be》 다큐멘터리에서 스타가 피아노로 곡을 연주하는데 도움을 주었다.
"오, 모든 소녀와 소년에게 있어 얼마나 기쁜가/그들이 행복하고 안전한가를 아는가(Oh what joy for every girl and boy/Knowing they're happy and they're safe)"라는 가사를 포함하고 있는 이 노래는 가끔 〈Yellow Submarine〉이나 〈All Together Now〉과 같은 아이들을 위한 노래로 여겨진다. 이 노래는 또한 더 머펫츠에서 여러 번 공연되었다.

## 참여 인원
- 링고 스타 - 리드 보컬, 드럼, 퍼커션
- 조지 해리슨 - 백 보컬, 리드 기타, 음향 효과
- 폴 매카트니 - 백 보컬, 베이스, 피아노
- 존 레논 - 백 보컬, 리듬 기타

## 책
스타는 이 노래를 바탕으로 한 2014년 어린이 책을 썼다. 이 책의 가사로 구성된 책은 벤 코트에 의해 그려진 것이다.  이 책에는 스타의 소개, 새로운 버전의 노래, 산문으로 쓰인 가사, 그리고 그 노래의 기악곡 등이 포함되어 있다.